# Rinorea sprucei
Rinorea sprucei là một loài thực vật có hoa trong họ Hoa tím. Loài này được (Eichler) Kuntze miêu tả khoa học đầu tiên năm 1891.